# Kościerzyce
Kościerzyce est une localité polonaise du gmina de Lubsza et située dans le powiat de Brzeg (voïvodie d'Opole).